# Елена (спутник)
Еле́на (др.-греч. Ἑλένη) — естественный спутник Сатурна. Был открыт 1 марта 1980 года с помощью Обсерватории Пик-дю-Миди французскими астрономами Пьером Лаке и Жаном Лекашо. Первоначально спутник назывался S/1980 S 6, однако в 1988 году спутнику присвоено имя Елена в честь жены Менелая. Также используется имя Saturn XII.
Спутник является соорбитальным Дионе и располагается в точке Лагранжа L4 системы Сатурн — Диона, поэтому в своём движении спутник опережает Диону. Из-за этого Елену называют иногда как Диона B.